# Civic Center (Manhattan)

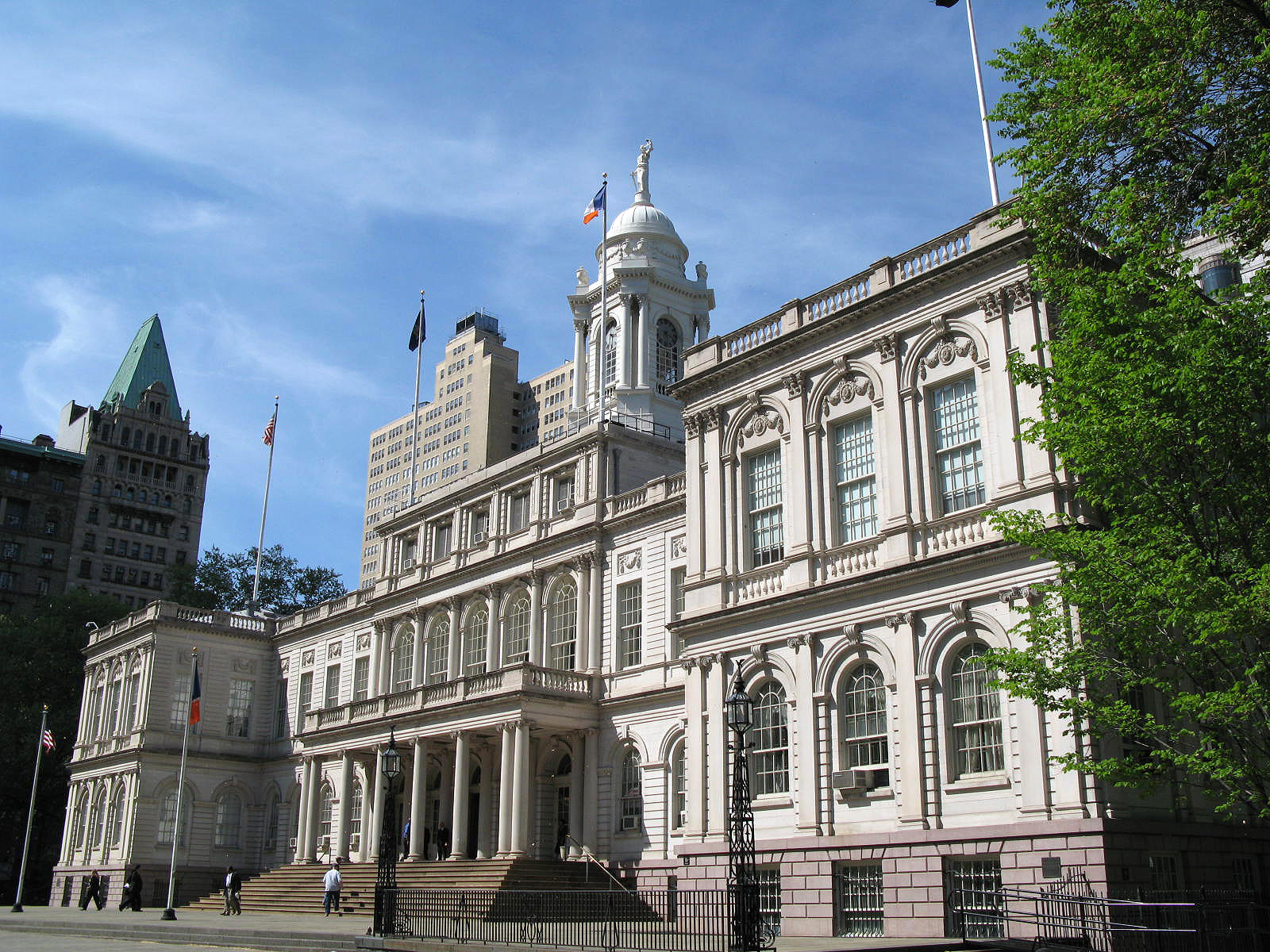
Die New York City Hall im Civic Center (2007)

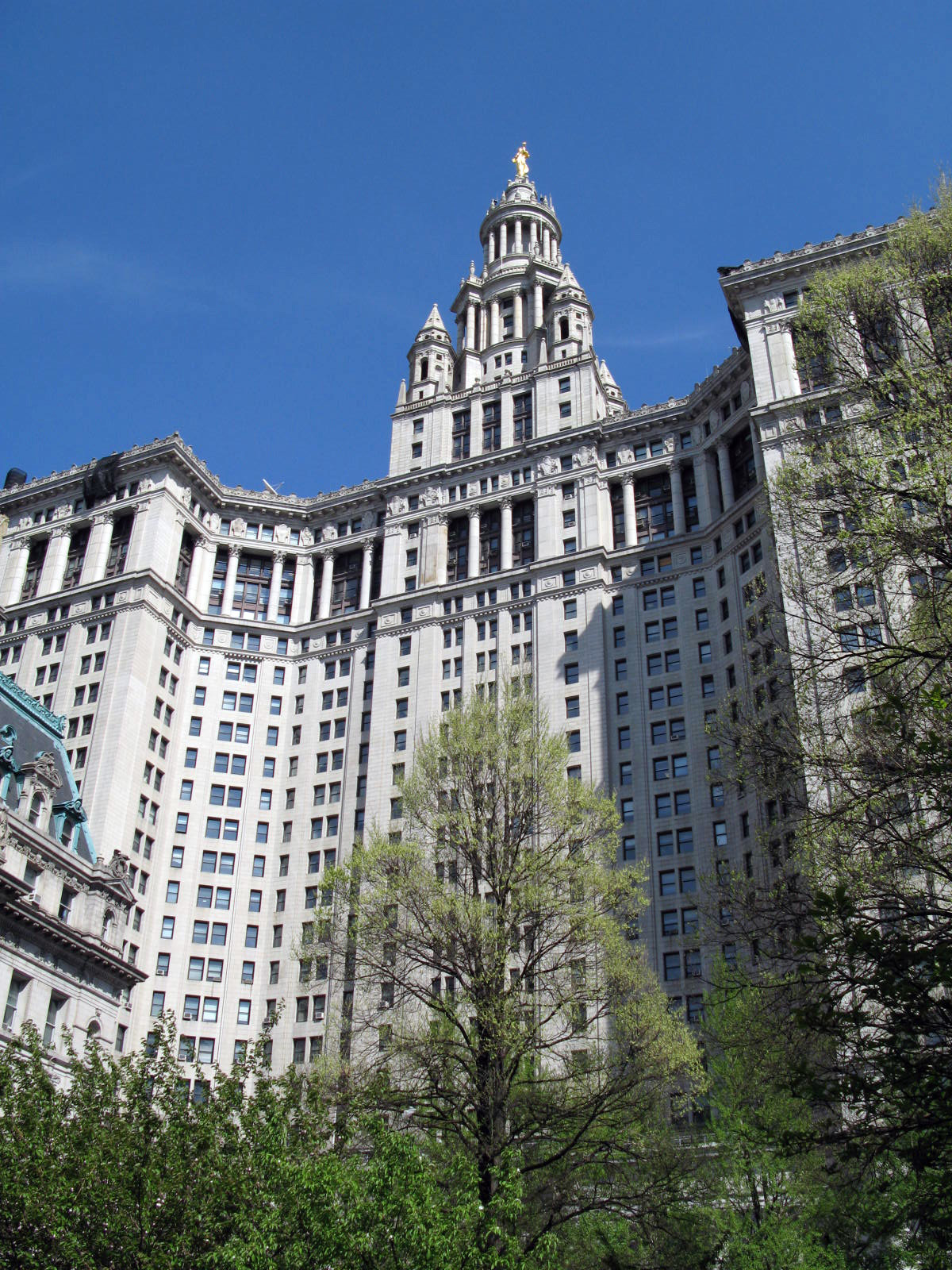
Das Manhattan Municipal Building (2007)

Das Civic Center ist das Verwaltungs- und Regierungsviertel in Downtown Manhattan, das sich rund um die New York City Hall erstreckt.

## Lage
Das Herz des Viertels ist der City Hall Park. Im Westen begrenzt der Broadway und Tribeca, im Norden Chinatown, im Osten der East River und die Brooklyn Bridge sowie im Süden der Financial District das Civic Center.

## Institutionen
Wie in anderen Regierungsvierteln befinden sich auch hier wichtige öffentliche Verwaltungs-, Gerichts- und Regierungsgebäude wie das Rathaus (die New York City Hall), One Police Plaza, das Manhattan Municipal Building und das Jacob K. Javits Federal Building. Foley Square und New York City Hall Park befinden sich ebenfalls in diesem Viertel.
In unmittelbarer Nachbarschaft zum Civic Center befinden sich der African Burial Ground, die Pace University, das New York Downtown Hospital und South Street Seaport, die manchmal auch noch zum Civic Center dazugezählt werden.

## Geschichte
Dieser Teil von Manhattan war in den 1880er Jahren das Herz der Zeitungsverlage. Die Büros der Verlage befanden sich im 19. Jahrhundert vor allem rund um die Park Row 38. Im ausgehenden 19. Jahrhundert wurde in diesem Viertel ein Hochhaus nach dem anderen gebaut, die damals Höhenrekorde brachen. Heute hingegen erscheint die Höhe dieser Hochhäuser im Vergleich zu den Wolkenkratzern eher bescheiden.
Inzwischen verleihen jedoch diese älteren Gebäude dem Viertel ein historisches Flair und beeindrucken durch ihre imposante Architektur. Gerade diese denkmalgeschützten Gebäuden aus unterschiedlichen Epochen von Manhattans Geschichte prägen das Gesicht der Gegend. Besonders erwähnenswert sind hierbei das Woolworth Building, die City Hall von 1811 und die St. Paul’s Chapel aus dem 18. Jahrhundert – das älteste Gebäude in New York City, das durchgehend auf dieselbe Weise genutzt wurde.
Seit den Terroranschlägen vom 11. September 2001 sind hier wieder viele Menschen zugezogen. Inzwischen leben etwa 20.000 Menschen im Civic Center. Das ist für New Yorker Verhältnisse nicht besonders viel, da normalerweise auf einer ähnlichen Fläche laut US Census ca. 35.000 Menschen in Manhattan leben. Aber in Civic Center wird eben viel Fläche für Büros der öffentlichen Einrichtungen benötigt. Darüber hinaus gibt es eine Reihe von Plätzen und Parks. Dennoch sind in der Vergangenheit verschiedene Gebäude umgenutzt worden, so dass mehr Wohnfläche entstand und sich die Zahl der Einwohner erhöhen konnte.